# Max Hoeflich
Max Hoeflich (ur. 22 grudnia 1986) – samoański piłkarz występujący na pozycji napastnika. W 2012 roku wziął udział w Pucharze Narodów Oceanii.